# توم بل
توم بل (انگلیسی: Thom Bell؛ زادهٔ ۲۶ ژانویهٔ ۱۹۴۳) یک موسیقی‌دان اهل ایالات متحده آمریکا است.